# Rio Pônsul

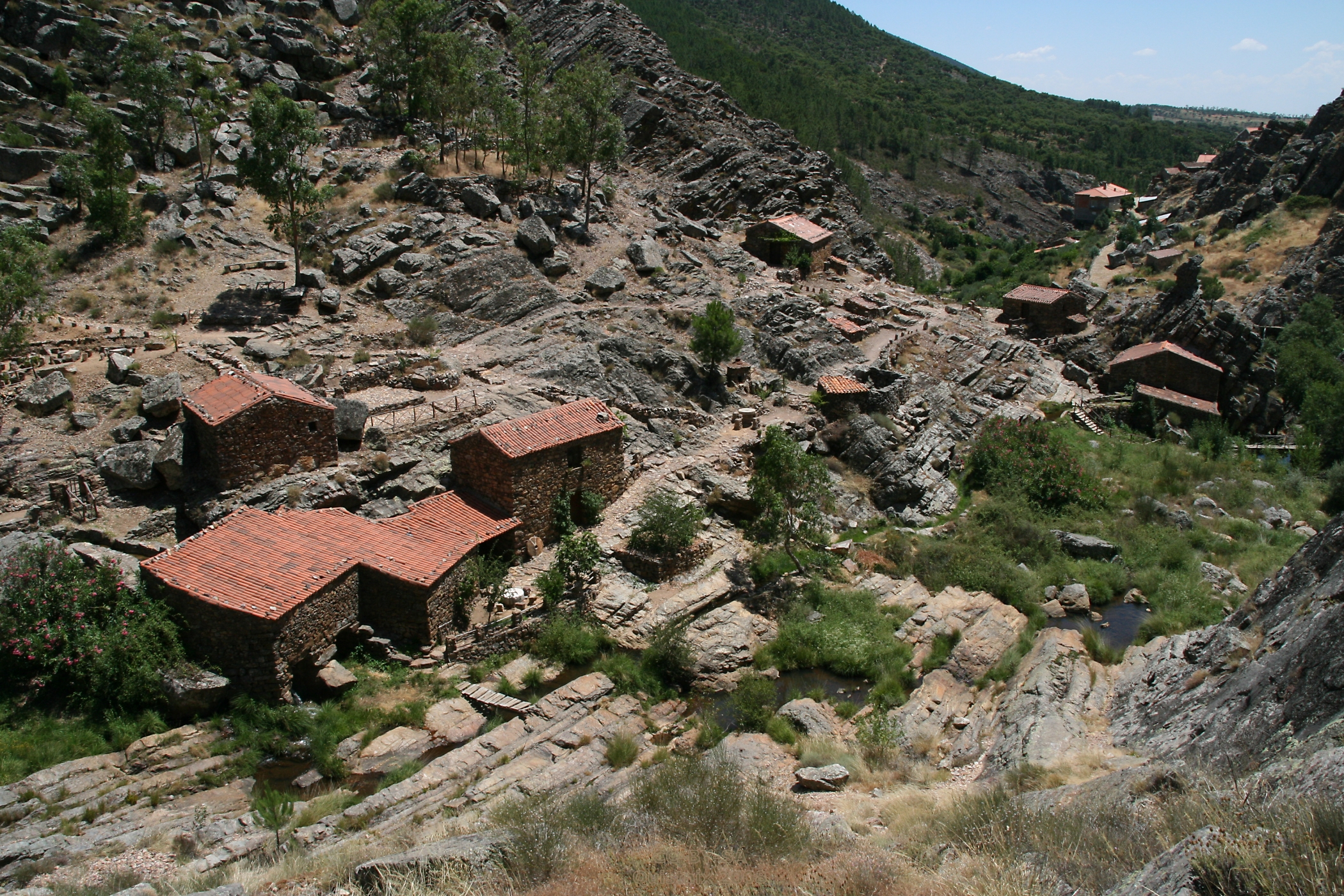
Watermolens op de Rio Pônsul in Penha Garcia

De Rio Pônsul  is een rivier in Portugal, die ontspringt in de gemeente Idanha-a-Nova en door Castelo Branco loopt. De stad Idanha-a-Velha ligt aan de Rio Pônsul. De rivier mondt uit in de Taag.